# Nils Gustaf Nilsson
Nils Gustaf Nilsson, född 3 december 1872 i Tåstarps socken, död 25 februari 1944 i Bromma, var en svensk mariningenjör och skeppsmätningsöverkontrollör.
Nils Gustaf Nilsson var son till Jacob Nilsson. Efter att 1892–1896 studerat vid Kungliga Tekniska Högskolan och avlagt avgångsexamen från fackskolan för maskinbyggnadskonst och mekanisk teknologi där arbetade han 1896-1897 som konstruktör hos civilingenjören Robert Wilhelm Strehlenert. Åren 1896–1914 var Nilsson biträdande inspektör för Lloyd's Register of British and Foreign Shipping i Stockholm och var även 1896–1914 biträdande skeppsmätare i Stockholm. Han var även 1898–1901 extraordinarie tjänsteman vid patent- och registreringsverket och av magistraten i Stockholm förordnad skeppsbesiktningsman 1909–1915, ledamot av kommittén angående revision av skeppsmätningsförfattningarna 1909–1911, kommerskollegiums inspektör för fartygs bärgningsredskap 1909–1914 och för fartygs lastlinje 1910–1914. Nilsson var 1914–1919 överinspektör och chef för fartygsinspektionsavdelningen vid kommerskollegium, tillförordnad byråchef vid fartygsinspektionsbyrån från 1920 och 1938 skeppsmätningsöverkontrollör och överinspektör där. Han var även ledamot av styrelsen för Föreningen Sveriges sjöfartsmuseum i Stockholm från 1913, ledamot av 1913 års kommitté angående revision av skeppsmätningsförfattningarna 1913–1917, ordförande i skeppstjänstkommissionen 1917–1923, ledamot i sjöarbetstidssakkunniga 1925, ledamot i kommittén angående revision av fartygsbyggnadsförordningen 1927 och ombud för Germanischer Lloyd i Berlin från 1930. Nils Gustaf Nilsson är begravd på Norra begravningsplatsen utanför Stockholm.